# Lợi nhuận
Lợi nhuận, trong kinh tế học, là phần tài sản mà nhà đầu tư nhận thêm nhờ đầu tư sau khi đã trừ đi các chi phí liên quan đến đầu tư đó, bao gồm cả chi phí cơ hội; là phần chênh lệch giữa tổng doanh thu và tổng chi phí. Lợi nhuận, trong kế toán, là phần chênh lệch giữa giá bán và chi phí sản xuất. Sự khác nhau giữa định nghĩa ở hai lĩnh vực là quan niệm về chi phí. Trong kế toán, người ta chỉ quan tâm đến các chi phí bằng tiền, mà không kể chi phí cơ hội như trong kinh tế học. Trong kinh tế học, ở trạng thái cạnh tranh hoàn hảo, lợi nhuận sẽ bằng 0. Chính sự khác nhau này dẫn tới hai khái niệm lợi nhuận: lợi nhuận kinh tế và lợi nhuận kế toán.
Lợi nhuận kinh tế lớn hơn 0 khi mà chi phí bình quân nhỏ hơn chi phí biên, cũng tức là nhỏ hơn giá bán. Lợi nhuận kinh tế sẽ bằng 0 khi mà chi phí bình quân bằng chi phí biên, cũng tức là bằng giá bán. Trong điều kiện cạnh tranh hoàn hảo (xét trong dài hạn), lợi nhuận kinh tế thường bằng 0. Tuy nhiên, lợi nhuận kế toán có thể lớn hơn 0 ngay cả trong điều kiện cạnh tranh hoàn hảo.
Một doanh nghiệp trên thị trường muốn tối đa hoá lợi nhuận sẽ chọn mức sản lượng mà tại đó doanh thu biên bằng chi phí biên.Tức là doanh thu có thêm khi bán thêm một đơn vị sản phẩm bằng phần chi phí thêm vào khi làm thêm một đơn vị sản phẩm. Trong cạnh cạnh tranh hoàn hảo, doanh thu biên bằng giá.
Ngay cả khi giá thấp hơn chi phí bình quân tối thiểu, lợi nhuận bị âm. Tại điểm doanh thu biên bằng chi phí biên, doanh nghiệp lỗ ít nhất.

## Các loại lợi nhuận
Trong kế toán, có nhiều loại lợi nhuận được định nghĩa khác nhau: 
- Lợi tức
- Lợi nhuận trước thuế và lãi
- Lợi nhuận trên tài sản
- Lợi nhuận trên vốn
- Lợi nhuận trên doanh thu
- Lợi nhuận gộp
- Lợi nhuận ròng

## Ví dụ
| Báo cáo thu nhập — Ví dụ (đơn vị là trăm)                                               |         |
| Doanh thu (Revenue)                                                                     |         |
| Doanh thu bán hàng (Sales Revenue)                                                      | $20,438 |
| Chi phí hoạt động (Operating Expenses)                                                  |         |
| Giá vốn hàng hóa (Cost of goods sold)                                                   | $7,943  |
| Chi phí bán hàng và quản lý doanh nghiệp (Selling, general and administrative expenses) | $8,172  |
| Chi phí khấu hao (Depreciation and amortization)                                        | $960    |
| Các chi phí khác (Other expenses)                                                       | $138    |
| Tổng số chi phí hoạt động (Total operating expenses)                                    | $17,213 |
| Lợi nhuận từ kinh doanh (Operating income)                                              | $3,225  |
| Lợi nhuận từ những hoạt động khác (Non-operating income)                                | $130    |
| Lợi nhuận trước thuế và lãi (Earnings before Interest and Taxes (EBIT))                 | $3,355  |
| Chi phí trả lãi (Net interest expense/income)                                           | $145    |
| Lợi nhuận trước thuế (Earnings before income taxes)                                     | $3,210  |
| Thuế thu nhập (Income tax)                                                              | $1,027  |
| Lợi nhuận ròng/Thu nhập ròng/Lãi thực (Net Income)                                      | $2,183  |